# Eupogonius fuscovittatus
Eupogonius fuscovittatus är en skalbaggsart som beskrevs av Stefan von Breuning 1974. Eupogonius fuscovittatus ingår i släktet Eupogonius och familjen långhorningar.
Artens utbredningsområde är Guatemala. Inga underarter finns listade i Catalogue of Life.